# Svjetsko prvenstvo u reliju 2011.
Svjetsko prvenstvo u reliju 2011. je 39. sezona FIA Svjetskog prvenstva u reliju. Sezona se sastojala od 13 reli utrka počevši s Relijem Švedska. Svjetski prvak postao je ponovno, po 8. puta zaredom,  francuz Sébastien Loeb u Citroën DS3 WRC, dok je momčadski naslov uzela njegova momčad Citroën World Rally Team.

## Kalendar
| Utrka | Datum                  | Naziv relija                | Sjedište relija  | Podržane kategorije   | Podloga                           |
| ----- | ---------------------- | --------------------------- | ---------------- | --------------------- | --------------------------------- |
| 01.   | 10. – 13. veljače      | Reli Švedska                | Karlstad         | PWRC                  | Ledom i snijegom pokriven šljunak |
| 02.   | 03. – 06. ožujka       | Reli Meksiko                | León             | SWRC                  | Šljunak                           |
| 03.   | 24. – 27. ožujka       | Reli Portugal               | Vilamoura        | PWRC/WRC Academy      | Šljunak                           |
| 04.   | 14. – 16. travnja      | Reli Jordan                 | Amman            | SWRC                  | Šljunak                           |
| 05.   | 05. – 08. svibnja      | Reli Sardinija              | Olbia            | SWRC/WRC Academy      | Šljunak                           |
| 06.   | 26. – 29. svibnja      | Reli Argentina              | Villa Carlos Paz | PWRC                  | Šljunak                           |
| 07.   | 16. – 19. lipnja       | Akropolis Reli              | Loutraki         | SWRC                  | Šljunak                           |
| 08.   | 28. – 30. srpnja       | Reli Finska                 | Jyväskylä        | SWRC/PWRC/WRC Academy | Šljunak                           |
| 09.   | 18. – 21. kolovoza     | Reli Njemačka               | Trier            | SWRC/PWRC/WRC Academy | Asfalt                            |
| 10.   | 08. – 11. rujna        | Reli Australija             | Coffs Harbour    | PWRC                  | Šljunak                           |
| 11.   | 29.09. – 03. listopada | Rallye d'Alsace             | Strasbourg       | SWRC/WRC Academy      | Asfalt                            |
| 12.   | 20. – 23. listopada    | Reli Katalonija             | Salou            | SWRC/PWRC             | Asfalt                            |
| 13    | 10. – 13. studenoga    | Wales Reli Velika Britanija | Cardiff          | PWRC/WRC Academy      | Šljunak                           |

## Poredak

### Prvenstvo vozača
1. Sébastien Loeb - ukupno 222 bodova
2. Mikko Hirvonen - ukupno 214 bodova
3. Sébastien Ogier - ukupno 196 bodova
4. Jari-Matti Latvala - ukupno 172 bodova
5. Petter Solberg - ukupno 110 bodova

### Prvenstvo momčadi
1. Citroën Total World Rally Team - 403 bodova
2. Ford Abu Dhabi World Rally Team - 376 bodova
3. M-Sport Stobart Ford World Rally Team - 178 bodova

## Vanjske poveznice
- Službene internet stranice Svjetskog prvenstva u reliju (engl.) (fr.) (šp.)